# Ganthier
Ganthier (en criollo haitiano Gantye) es una comuna de Haití que está situada en el distrito de La Croix-des-Bouquets, del departamento de Oeste.

## Historia
Pasó a ser comuna en septiembre de 1912.

## Secciones
Está formado por las secciones de:
- Galette Chambon
- Balan
- Fond Parisien (que abarca la villa de Ganthier)
- Mare Roseaux
- Pays Pourri

## Demografía
| Gráfica de evolución demográfica de Ganthier entre 2009 y 2015 |
|                                                                |

Los datos demográficos contemplados en este gráfico de la comuna de Ganthier son estimaciones que se han cogido de 2009 a 2015 de la página del Instituto Haitiano de Estadística e Informática (IHSI). 